# Mitsuru Yumeki
夢木 みつる
Œuvres principales
- Sabaku no Harem (2014-2019)

Mitsuru Yumeki (夢木みつる, Yumeki Mitsuru) est une mangaka japonaise née un 14 janvier dans la Préfecture de Kagoshima.

## Biographie
À partir de 2009, Mitsuru Yumeki ouvre un blog.
Après plusieurs tentatives pour différents concours de mangas, c'est en 2010 qu'elle gagne le prix Best Rookie lors du 218e LaLa Mangaka Scout Course avec le chapitre oneshot Kyanbasu wa Kotonoha, publié en février 2010 dans le magazine LaLa DX.
Fin 2010, elle gagne le prix Fresh Debut du 55e Prix LaLa Manga Grand Prix pour le chapitre oneshot if talk, publié en décembre 2010 dans le magazine LaLa DX.
Puis en 2012, elle commence officiellement sa carrière de mangaka avec le chapitre oneshot Kokoro Note prépublié dans le magazine LaLa DX de juillet 2012. 
En 2014, elle commence la prépublication de Sabaku no Harem. L'histoire devait faire trois chapitres mais elle s'est transformée en série. Elle est donc devenue sa première série.
En janvier 2015, elle ouvre un compte Twitter où elle poste des informations sur sa vie, ses séries, et des illustrations. En octobre 2015, elle publie son dernier post sur le blog.
Sa série Sabaku no Harem, dépasse les 1,1 million d’exemplaires vendus avec 09 tomes en 2019. La même année, la série se termine avec dix tomes.
En janvier 2020, son blog est fermé à la suite de la fin de service de Yaplog ! le 31 janvier 2020. 
En décembre 2021, le chapitre oneshot Yuki Neko no Hana est prépublié dans le magazine LaLa pour fêter ses 10 ans de carrière. 
En décembre 2022, elle commence Viola Vittorini no Tsuisou.
Ses séries sont prépubliées dans LaLa, LaLa DX, LaLa Fantasy et Love Silky de l'éditeur Hakusensha.
Elle n'est pas encore publiée en France. En 2018, la série Sabaku no Harem est sortie en Allemagne aux éditions Kaze Manga.
Son année de naissance est inconnue, mais elle semble être née au début des années 1990. Mitsuru Yumeki a une grande sœur, elle aime les chats et aime tricoter,.
Elle est amie avec la mangaka Gorou Kanbe.

## Œuvres
Les œuvres réalisées par Mitsuru Yumeki,:

### Période pré-début officiel
- 2010 : Kyanbasu wa Kotonoha (キャンバスは言ノ葉?), chapitre oneshot, LaLa DX, non publié, Hakusensha
- 2010 : if talk, chapitre oneshot, LaLa DX, non publié, Hakusensha

### Mangas
- 2012 : Kokoro Note (こころノート?), chapitre oneshot, LaLa DX, non publié, Hakusensha
- 2012 : Mikanseina route (未完成なルート, Mikanseina Rūto?), chapitre oneshot, LaLa DX, non publié, Hakusensha
- 2013 : Yōkai Familia (妖怪ファミリア, Yōkai Famiria?), chapitre oneshot, LaLa Fantasy, non publié, Hakusensha[14]
- 2014-2019 : Sabaku no Harem (砂漠のハレム?), LaLa DX du chapitre 1 à 13 puis LaLa, 10 tomes, Hakusensha
  - 2019 : Sabaku no Harem Shoya Hen (砂漠のハレム 永遠の契り?), Love Silky, 01 tome, Hakusensha (préquelle)
- 2019 : Akujin no Oboshimeshi (悪神の思し召し?), LaLa, chapitre oneshot, Hakusensha
  - 2020-2022 : Kono Kyouai wa Tensai desu (この凶愛は天災です?), LaLa, 05 tomes, Hakusensha
- 2021 : Yuki Neko no Hana (ユキネコノハナ?), chapitre oneshot, LaLa, non publié, Hakusensha
- 2023- : Viola Vittorini no Tsuisou (ヴィオラ・ヴィットリーニの追走, Viola Vittorini no Tsuisō?), LaLa, Hakusensha

### Collectif
- 2016 : Touken Ranbu Online Anthology - Homare! (刀剣乱舞 ONLINE アンソロジーコミック ~誉!~?), 1 tome, Hana to Yume Online, Hakusensha

## Adaptation

### CD-Drama
- 2018 : Sabaku no Harem (1)[15]

## Récompenses
- 2010 : Lauréate du 218e Prix LaLa Mangaka Scout, Best Rookie (3e) pour Kyanbasu wa Kotonoha
- 2010 : Lauréate du 55e Prix LaLa Manga Grand Prix, Fresh Debut (4e) pour if talk

- 2019 : Prix Hakusensha Best e-books (dans le top 10 des meilleures ventes e-books), Excellence Award, pour Sabaku no Harem[16]